# 福島ジャンクション
福島ジャンクション（ふくしまジャンクション）は、福島県福島市笹谷道本林にある東北自動車道・東北中央自動車道のジャンクションである。当JCTから福島JCT料金所までは本線でないため本線上にあるようなキロポストは設置されていない。

## 歴史
- 2016年（平成28年）9月11日 : 福島JCT - 福島大笹生IC間の開通に伴い供用開始[1]。

## 接続する道路
- E4 東北自動車道（21-1番）
- E13 東北中央自動車道

東北中央道の福島大笹生IC - 米沢八幡原IC間（県境区間）には栗子トンネルがあるため、危険物積載車両の通行が禁止されている。当該車両は福島大笹生ICか福島飯坂ICで一般道に降りる必要がある。

## 隣
E4 東北自動車道
(21) 福島西IC - 吾妻PA - (21-1) 福島JCT - (22) 福島飯坂IC
E13 東北中央自動車道
(22) 福島飯坂IC（桑折JCTまで東北自動車道との重複区間）- (21-1) 福島JCT - (21-1) 福島JCT料金所 - (7) 福島大笹生IC